# 西武3000系電車
西武3000系電車（せいぶ3000けいでんしゃ）は、1983年（昭和58年）から1987年（昭和62年）にかけて新製された西武鉄道の通勤形電車。
以下、3000系電車を「本系列」と記述し、また編成単位の記述に際しては各編成の飯能・西武新宿寄り先頭車の車両番号（以下「車番」）をもって編成呼称とする（例：3005編成）とともに、車番の末尾が奇数の車両を「奇数車」・偶数の車両を「偶数車」と記述する。

## 概要
本系列が登場した1983年（昭和58年）における池袋線系統の主力車両は101系・301系電車（101系列）であった。同系列は池袋線飯能以西の勾配区間における運用を目的として設計された抑速発電制動を備える抵抗制御車であり、界磁チョッパ制御による回生制動を備える2000系電車が配属されていた新宿線系統と比較すると、省エネルギーという観点からは池袋線系統は一歩遅れを取っていた。
101系列の増備が一段落したのち、池袋線においても主に各駅停車運用に充当する目的で省エネルギー車両の導入が検討された。しかし、当時の西武の通勤形車両においては3扉構造が標準仕様とされており、4扉構造の2000系はこの当時は新宿線各駅停車の混雑緩和という限定的な用途で導入されたものと位置付けられていた。また、池袋線のターミナル駅である池袋駅における整列乗車の便を考慮した結果、2000系をそのまま導入するのではなく池袋線向けの3扉構造の新型車両を新たに導入することとなり、本系列の設計・製造に至ったものである。
本系列の設計段階においては、1983年（昭和58年）当時増備が進行しており、かつ将来的に池袋線との相互直通運転が計画されていた帝都高速度交通営団（営団地下鉄、現・東京地下鉄）有楽町線用車両である7000系電車に範を取った軽量のアルミ合金製車体・省エネルギー性に優れる電機子チョッパ制御方式のほか、当時は日本国内の高速電車における実用例がまだ希少であったボルスタレス台車といった、いずれも西武鉄道においては前例のない数々の新機軸を盛り込むことが検討された。もっとも、最終的には2000系と同等の主要機器と新101系・301系に類似した普通鋼製車体を組み合わせた、非常に保守的な設計が採用された。
1983年（昭和58年）11月に1次車となる8両編成3本が落成して以降、1987年（昭和62年）3月までの4次にわたって8両編成9本（72両）が新製された。
車体は101系、機器については極力2000系と共通化し、保守の簡易化ならびに導入コスト低減を図っている。製造は新101系に近い形で9編成中最初の3編成を東急車輛に外注、以降は自社所沢工場で行っている。

## 構造

### 外観
新101系・301系類似の全金属製構体である。前面形状も同様に前面窓周りを一段凹ませた「額縁構造」とし、額縁の内側を黒塗装仕上げとした、いわゆる「湘南型」の亜流と評される折妻傾斜型・非貫通構造の2枚窓形状を踏襲した。ただし、本系列においては前面窓間柱（センターピラー）が省略されたことにより前面窓周りの凹みが新101系・301系の2分割形状から一体形状に変化したほか、前面左側の窓下部にステンレス製の車番表記が追加されたため、若干印象が異なる。
側面形状も新101系と類似するが、本系列においては各側窓を2個1組として連続させ、中央の縦桟（幅は2000系同様の60 mm）をステンレスの無塗装とすることでより大きく見えるよう工夫された。窓自体は従来とほぼ変わらず、上段がバランサー付きの下降式、下段は上昇式である。800 mmの横幅も同じであるため、他の柱部は若干太くなっている。細部は異なるが、601系以前の標準形態に回帰したともとれる。その他、戸袋窓の固定支持方式を従来のHゴム支持からステンレスによる押面方式（内側より固定）に改良し保守の省力化が図られた。客用扉は1,300mm幅の両開扉で、従来車と同様に車内外ともステンレス無地仕様、従来と同じ6,450 mmのピッチで設けられている。幕板部には西武において初の採用例となる側面種別・行先表示器が設置された。側面の戸閉表示灯は2000系3次車以降において採用された縦長形状を踏襲した。
その他、構体の主要寸法は新101系と同一であるが、台車中心間隔（ボギーセンター間隔）のみ新101系の13,600 mmに対し、本系列においては2000系と同一の13,800 mmとした。
車体塗装については101系列の仕様を踏襲し、イエロー地に側面窓周りをベージュとした2色塗りが採用された。
行先種別表示器は前面・側面とも電動式であり、二つのダイヤルによって行先・種別を設定する指令器を飯能・西武新宿寄り先頭車（クハ3001形奇数車）に装備する。前面表示は行先幕40コマ・種別幕10コマ仕様で、側面表示は行先・種別を1枚の幕で表示する60コマ仕様である。
中間電動車は2両を1ユニットとし、モハ3101形奇数車に制御装置・抵抗器などの走行関連機器を、同偶数車に電動発電機 (MG) ・電動空気圧縮機 (CP) などの補助機器をそれぞれ搭載する。なお補助機器を搭載する車両は8両編成中2両で事足りることからモハ3200番台には搭載しておらず、奇数車側のBF（母線ヒューズ）も準備状態に留めてある。
連結器は先頭車の前頭部寄りのみ回り子式密着連結器を採用し、中間連結部分はボルト固定による半永久連結器が採用された。前述のように本系列は他系列との併結運転が不可能であり、また2両編成などの増結用編成も存在しないことから、電気連結器の装備は省略された。連結器の胴受については、検修時における着脱作業を簡易化する目的で、車体側に台座を設けて左右のばね箱の高さを下げたいわゆる湾曲型を初めて採用した。

### 内装
基本的には新101系とほぼ変わらないが、各部に変化がみられる。
壁部にライトブラウン系のスパークロス（布地）模様の化粧板を採用し、新101系のベージュ系のコルク模様の化粧板と比較して明るく柔らかな印象を与えるものとした。
座席はロングシート仕様で、座席表皮（モケット）は従来通りレンガ色である。本系列においては座面高さを従来より10 mm低下させた420 mmとして、また奥行を545 mmとして新101系比で40 mm拡大するなど座席寸法を見直し居住性の改善を図ったほか、座席端のポールに傾斜をつけてせり出す形状として座席角の保護を図っている。また従来の3扉車より着席定員を減らすことで1人当たりの座席幅を拡大した。扉間は430 mm幅で11人掛け、車端部は470 mm幅で5人掛けとなっている。さらにこれにあわせ扉間の座席では座面と背ずりで継目の位置をずらし、1人分の幅をわかりやすくした。
車内天井部については、冷房装置からの冷風吹出口を従来のスポット型からラインフロー型に変更し、冷風が均一に流れるよう改良が加えられた。また、補助送風機であるラインデリアについても薄型の新機種に変更され、製品自重の軽量化による省エネルギー化を図った。

### 乗務員室
運転台の機器配置は新101系・301系に準じ、主幹制御器（マスター・コントローラー）およびブレーキ制御器がそれぞれ独立したツーハンドル仕様である。本系列においては回生制動を装備したことから運転台パネル内の電流計がゼロ点を中央に設定したゼロセンタータイプに変更されたほか、空気制動が新101系・301系の電磁直通ブレーキ (HSC) から電気指令式ブレーキ (HRD-1) に変更されたことに伴って、直通管圧力・制動管圧力を表示する計器が不要となったことから、運転台パネル内の圧力計は元空気溜め圧力・制動筒（ブレーキシリンダ）圧力を表示する計器1基のみとなり、空いたスペースには4種類の故障表示灯が新設された。また主幹制御器およびブレーキ制御器については2000系と同一機種を採用した。

## 機器類
艤装関係は2000系を基本としており、新101系とは大きな違いが見られる。
制御装置は日立製作所製の電動カム軸式抵抗制御・直並列組合せ制御および界磁チョッパ制御装置MMC-HTR-20Gを採用し、中間電動車モハ3101形奇数車に搭載する。同制御装置は電動車2両分・計8基の主電動機を、4基直列繋ぎの2群として直並列制御を行う1C8M制御仕様である。制御段数は弱め界磁起動1段・直列13段・並列11段で、並列最終段において主電動機の全界磁定格速度に達した後、界磁チョッパ装置による他励界磁制御（弱め界磁制御）領域に移行する。
主電動機は界磁チョッパ制御による回生制動を実装するため、2000系と同様に複巻電動機を採用し、電動車1両当たり4基搭載する。搭載する主電動機は日立製作所HS-835-Frb・HS-835-Hrbもしくは東洋電機製造TDK-8030-A・TDK-8030-Bの4機種が存在するが、基本性能（定格出力130kW・端子電圧375V・電機子定格電流385A・他励界磁電流24A・定格回転数1,450rpm）はいずれも同一である。駆動方式は撓み板継ぎ手式中空軸平行カルダン、歯車比は5.31 (85:16) と2000系の仕様を踏襲した。
台車は西武標準のFS372系を採用、付随台車がFS072、電動台車がFS372Aで2000系と同一である。住友金属工業製のダイレクトマウント式空気ばね台車で、軸箱支持はペデスタル式。固定軸間距離は2,200mm、軸受部の構造は密封型コロ軸受仕様である。FS372系列の特徴として側面から見た際に、揺れ枕左上の欠けの大小がある。欠けの小さいものは1982年度以前に製造、欠けの大きいものは1983年度以降に製造されたもので、それぞれ前期型・後期型と呼ばれる。本系列では2次車以降が後期形となるが、一部編成において例外が存在する（詳細は後述）。
制動装置は日本エヤーブレーキ（現・ナブテスコ）製の応荷重装置付・回生制動併用電気指令式電磁直通ブレーキHRD-1Rを採用した。
集電装置は当時の西武における標準機種である、工進精工所製の菱形パンタグラフKP-62Aを採用し、モハ3101形奇数車に1両当たり2基搭載する。
電動発電機 (MG) は、電力入力側・出力側ともに従来の直流電動機に代わって三相同期電動機を用いて整流子（ブラシ）を廃したブラシレスMG (BLMG) を採用した。日立製作所HG77445-01Rもしくは東洋電機製造TDK3350-Aをモハ3101形偶数車のうちモハ3100番台・モハ3300番台に1基、1編成当たり2基搭載する。定格容量はいずれも140kVAである。
電動空気圧縮機 (CP) は、日本エヤーブレーキ製のHB2000CB（定格吐出量2,130L/min）を、MGと同様にモハ3101形偶数車のうちモハ3100番台・モハ3300番台に1基、1編成当たり2基搭載する。
冷房装置はキセをステンレス製とした三菱電機製の集中式CU72Cを1両当たり1基、屋上に搭載する。なお、管理の都合から形式を問わず（互換グループ内で）載せ替えられることが多く、特に晩年は各車まちまちとなっていた。
連結器は先頭部が密着連結器、中間が半永久連結器である。当初、M2 - M3間は丸形密着連結器であったが、2000年以降に交換された。

### 台車の転用
1982年製造分のクハ6両(3001 - 3006)のみ、FS372A(主電動機なし・前期型)を装着して落成した。その後、1985年にFS072(後期型)を新製、6両とも交換が実施されている。下表下段参照
なおこれにより余剰となったFS372A(前期型)はクハ2401形改造車・101系VVVF試験車に転用されている。下表中段参照
また3011編成は、中間車6両に前期型台車を装着し製造された。これは予備品を使用したものとみられる。
さらに3017編成は、クハ3017のみ前期型台車を装着し製造された。これは前述の転用により、クハ2410から余剰となったものである。下表上段参照。
| FS072譲受（新造車）   | クハ3017 | クハ2054 | クハ2055 (初代) | クハ2056 (初代) |                       |          |          |
| FS372A譲受・FS072供出 | クハ2410 | クハ2412 | クハ2414        | クハ2416        | FS372A譲受（VVVF化）  | モハ145  | モハ146  |
| FS072新製・FS372A供出 | クハ3001 | クハ3002 | クハ3003        | クハ3004        | FS072新製・FS372A供出 | クハ3005 | クハ3006 |

## ラッピング車両
2009年（平成21年）5月に3011編成が、2010年（平成22年）7月には3015編成が、それぞれ大々的な特殊装飾が施されたラッピング編成となった。同2編成はいずれも池袋線に配属され、他編成と区別されることなく一般運用に供されていた。

### 『銀河鉄道999』デザイン電車
3011編成を使用し、2009年（平成21年）5月1日より運行を開始。2014年12月20日に西武球場前駅で開催された「さよなら銀河鉄道999デザイン電車イベント」を最後に運用を終了し、24日に横瀬車両基地へ回送、翌日付で廃車となった。当初の運行予定は2013年（平成25年）4月までの4年間であったが、2013年3月時点で2014年（平成26年）12月まで延長することが発表されていた。
「銀河鉄道999デザイン電車」として車体全体に松本零士の漫画『銀河鉄道999』に登場する主要キャラクターであるメーテル・星野鉄郎・車掌のイラストをあしらったラッピングを行ったもので、アニメ産業の振興ならびにアニメを活用した地域活性化を目指す練馬区と沿線価値向上を図る西武側とのタイアップにより企画されたものである。松本の地元駅である大泉学園駅の発車メロディを『銀河鉄道999』の映画版主題歌であるゴダイゴの楽曲「銀河鉄道999」に変更し、同駅構内に「車掌」像を設置したことに続いて実施された。
車両のデザインは基本的にラッピングで表現されているが、車体の黄色部分は一部を除いて元の塗装が生かされている。またラッピングに際して、車体側面の社紋や車両番号表記の切り抜き文字は撤去され、車端部に番号のみステッカーでさりげなく記されている。これについては運行開始より約3ヶ月前の検査入場時に切り替えが行われており（ただしこの時点では位置は従来通り）、2月17日の出場から約2か月の間はこの下準備のみの状態で運用に就いていた。

廃車後はクハ3012・モハ3212・クハ3011の3両が横瀬車両基地に保管されており、2015年から「西武トレインフェスティバル in 横瀬」で公開されている。また、2016年10月から2019年3月までは20000系による2代目が運行されていた。

### ライオンズデザイン電車「L-train」
3015編成を使用し、2010年（平成22年）7月10日より運行を開始、2013年（平成25年）12月5日で運行を終了した。
「ライオンズデザイン電車」として、車体塗色を西武鉄道が保有するプロ野球球団・埼玉西武ライオンズのチームカラーである「レジェンドブルー」と称する濃紺へ変更し、前面ならびに側面車端部を始めとした車体各部に球団ロゴをデザインしたもので、埼玉西武ライオンズと沿線住民との一体感を高めることを目的に西武鉄道と埼玉西武球団のタイアップにより企画されたものである。また運行開始と同時に愛称を一般公募し、選考の結果8月17日に「L-train（エルトレイン）」の愛称が決定した。
ラッピングとあわせて号車表示も野球ボールをモチーフとしたものへ変更、また側面の車両番号表記も3011編成同様に車端部へ移しており、これらの表記には当時のライオンズの背番号の書体が用いられている。また、側面のうち扉間の腰板部については宣伝広告スペースとして用いることとした。
廃車後はクハ3015が横瀬に保存される予定であったが、大雪により車庫が倒壊し同車も被害を受け、そのまま解体された。

本編成の引退後、2016年には9000系による2代目が運行を開始し、更に2018年からは20000系による3代目、さらに2025年からは40000系により4代目が運行されている。なお2代目については2019年で運行を終了したが、レジェンドブルーの塗色はそのまま維持されている。

## 導入後の変遷
初回に導入された1次車3編成24両は東急車輛製造において新製され、当初より8両編成で落成した。当初1次車は5編成40両を導入する予定であったが、自社工場である西武所沢車両工場における生産稼働率確保を目的として計画が変更され、本系列の製造予算の一部を301系2編成16両分に振り分けたという経緯を有する。2次車以降は西武所沢車両工場において新製され、同工場の生産能力の都合上いずれも4両の暫定編成（クハ3000-モハ3100-モハ3100-クハ3000）で落成したのち、追って落成した中間車4両（モハ3200-モハ3200-モハ3300-モハ3300）を組み込んで8両の正規編成とする手法が採られた。

### 運用の変遷
1983年から1987年にかけて8両編成9本が池袋線系統へ導入された。当時4扉車は全て新宿線系統へ導入されており、3扉である本系列が池袋線系統へ配属されるのは必至であった。
落成当初より池袋線系統でのみ運用されていた本系列であるが、1992年（平成4年）8月から翌年6月にかけて3011 - 3017編成の計4編成が順次新宿線へ転属、以降新宿線系統においても運用されることとなった。これは1991年以降に新2000系や6000系といった4扉車が池袋線にも導入されていったことが背景にある。
以降、3009編成までの5本が池袋線、3011編成以降の4本が新宿線という状態がしばらく続いたが、2008年に3011編成が池袋線へ戻っている。さらに2010年に3009編成と3015編成が入れ替わったほか、6両化された3005・3007編成が新宿線へ転属、続けて翌年3月に3009・3013・3017の3編成が新宿線へ転属した。これにより2011年度以降は3001・3003・3011・3015編成が池袋線、3005・3007編成（6両）と3009・3013・3017編成が新宿線の配置となっている。
その後、2013年秋から廃車が始まる。途中2014年3月に3009編成が池袋線へ転属、2014年末までに全編成が廃車となった。

#### 6両編成化
2010年（平成22年）8月に3005編成が、同年11月には3007編成が、横瀬車両基地において中間電動車1ユニット2両（モハ3200番台）を編成より外し、6両編成に短縮された。同2編成は池袋線に所属していたが、3005編成は同年9月24日付、3007編成は12月22日付で新宿線へ転属し、国分寺線で運用されていた。同2編成より外されたモハ3205・3206およびモハ3207・3208は、前者が同年8月12日付で、後者が11月11日付でそれぞれ除籍され、いずれも解体された。

#### 廃車
2013年度からは30000系10両固定編成の新造が開始されており、8両編成が廃車となる予定と発表された 。同年度内に3001・3003・3013・3015・3017編成の8両編成5本、40両が廃車・除籍された。
2014年度には6両編成となっていた3005・3007編成がそれぞれ9月20日付、11月28日付で廃車となり、3009編成も12月上旬に運用を離脱。最後まで運用された3011編成は前述の通り12月25日付、3009編成は12月26日付で廃車となり、同年12月をもって廃形式となった。

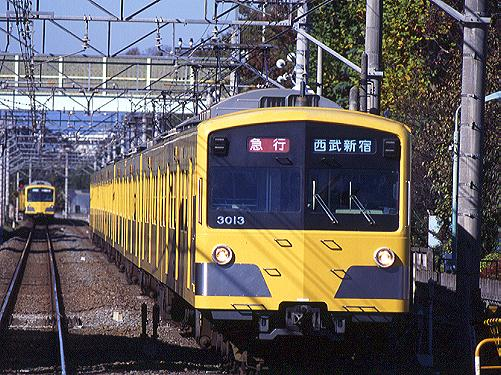
スカート取付前の3013編成。方向幕も日本語のみの表記である。
（2006年7月 花小金井）

### 改造工事等
種別・行先表示器は当初、白地に黒文字のデザインであり、また側面の表示窓周囲には黒縁が入っていたが、1988年頃までに黒縁が消滅した。表示幕のデザインについては、
1993年頃に行先と「普通」表示を黒地白文字とするなどの変更が行われたほか、2008年（平成20年）6月のダイヤ改正に合わせてローマ字併記の新デザインへ変更された。
1988年頃以降、パンタグラフがKP62AS（上枠・下枠がステンレスに改造されたもの）へ交換された。さらにその後、新2000系等と同じPT4320S-A-Mへ再度載せ替えられている。
ツートンカラーであった車体塗色は1997年から1999年にかけて、101系列と同様に塗装行程の簡略化を目的にイエロー1色へ変更された。
2005年から2007年にかけて、全編成にスカートの取付が行われた。
このほか、圧着ブレーキの装備（1986年頃から）や補助電源装置の受給電装置取付（1990年頃から）、蓄電池箱の取替（1998年から・東洋MG搭載車のみ）、転落防止幌取付（2000年頃から）、中間の連結器を半永久連結器に統一、また各種保安装置の更新などといった改造が行われている。

#### 新型機器の試用
1986年から1991年にかけて3015編成のモハ3316にて、交流駆動の電動空気圧縮機（HS20-1）と、150kVAの静止型インバータ（SIV）を試用していた。

## 譲渡
2014年度に3007編成・3009編成の6両編成2本が近江鉄道へ譲渡され、それぞれ2両編成化し300形として導入された。
両編成は西武での廃車前、2014年11月と12月に西武線内で方向転換を実施し、さらに8両編成であった3009編成については直後に横瀬車両基地でモハ3209・3210を抜き取った6両編成へ短縮している。
2014年12月に3007編成（6両）、2015年2月に3009編成が譲渡されたが、両編成とも長らく未改造のまま、西武時代の塗色で高宮駅構内の側線に留置されていた。
その後3007編成は2019年2月3日に彦根駅へ回送されて以降改造工事を開始、2020年8月1日に301編成として営業運転を開始した。なお、改造対象から外れたモハ3307とモハ3308は、2019年2月14日未明に奈良県内の解体場へ陸送されている。続けて3009編成にも改造が行われ、302編成として2021年8月より営業運転を開始している。

## 編成表
|          | ← 飯能・豊島園・西武球場前池袋・西武秩父 → ← 西武新宿本川越・拝島・西武遊園地・西武園 → |                    |                    |                    |                    |                    |                    |                    |                                   |
| 号車     | 1                                                                                       | 2                  | 3                  | 4                  | 5                  | 6                  | 7                  | 8                  | 備考                              |
| 形式     | クハ3001 (Tc1)                                                                          | モハ3101 (M1)      | モハ3101 (M2)      | モハ3101 (M3)      | モハ3101 (M4)      | モハ3101 (M5)      | モハ3101 (M6)      | クハ3001 (Tc2)     | 備考                              |
| 機器配置 |                                                                                         | CONT               | MG,CP              | CONT               |                    | CONT               | MG,CP              |                    | 備考                              |
| 車両重量 | 30.0t                                                                                   | 40.0t              | 40.0t              | 40.0t              | 35.0t              | 40.0t              | 40.0t              | 30.0t              | 備考                              |
| 車両番号 | 3001 （奇数） 3017                                                                      | 3101 （奇数） 3117 | 3102 （偶数） 3118 | 3201 （奇数） 3217 | 3202 （偶数） 3218 | 3301 （奇数） 3317 | 3302 （偶数） 3318 | 3002 （偶数） 3018 | 3005編成・3007編成は2010年に6両化 |

|          | ← 西武新宿・国分寺本川越・西武遊園地・西武園 → |               |               |               |               |                |
| 号車     | 1                                              | 2             | 3             | 4             | 5             | 6              |
| 形式     | クハ3001 (Tc1)                                 | モハ3101 (M1) | モハ3101 (M2) | モハ3101 (M5) | モハ3101 (M6) | クハ3001 (Tc2) |
| 機器配置 |                                                | CONT          | MG,CP         | CONT          | MG,CP         |                |
| 車両重量 | 30.0t                                          | 40.0t         | 40.0t         | 40.0t         | 40.0t         | 30.0t          |
| 車両番号 | 3005 3007                                      | 3105 3107     | 3106 3108     | 3305 3307     | 3306 3308     | 3006 3008      |

## 車歴
|          | 車両番号 | 車両番号 | 車両番号 | 車両番号 | 車両番号 | 車両番号 | 車両番号 | 車両番号 | 製造     | 竣工    | 区分  | MG   | 6両化      | 廃車（編成消滅） | 備考                                            |
| 3001編成 | クハ3001 | モハ3101 | モハ3102 | モハ3201 | モハ3202 | モハ3301 | モハ3302 | クハ3002 | 東急車輛 | 1983.11 | 1次車 | 日立 | －         | 2013.12.26       |                                                 |
| 3003編成 | クハ3003 | モハ3103 | モハ3104 | モハ3203 | モハ3204 | モハ3303 | モハ3304 | クハ3004 | 東急車輛 | 1983.11 | 1次車 | 日立 | －         | 2013.10.7        |                                                 |
| 3005編成 | クハ3005 | モハ3105 | モハ3106 | モハ3205 | モハ3206 | モハ3305 | モハ3306 | クハ3006 | 東急車輛 | 1983.11 | 1次車 | 日立 | 2010.08.12 | 2014.09.20       |                                                 |
| 3007編成 | クハ3007 | モハ3107 | モハ3108 |          |          |          |          | クハ3008 | 西武所沢 | 1984.07 | 2次車 | 東洋 | 2010.11.11 | 2014.11.28       | 3200番台を除く6両は近江鉄道に譲渡               |
| 3007編成 |          |          |          | モハ3207 | モハ3208 | モハ3307 | モハ3308 |          | 西武所沢 | 1984.10 | 2次車 | 東洋 | 2010.11.11 | 2014.11.28       | 3200番台を除く6両は近江鉄道に譲渡               |
| 3009編成 | クハ3009 | モハ3109 | モハ3110 |          |          |          |          | クハ3010 | 西武所沢 | 1984.12 | 2次車 | 東洋 | －         | 2014.12.26       | 3200番台を除く6両は近江鉄道に譲渡               |
| 3009編成 |          |          |          | モハ3209 | モハ3210 | モハ3309 | モハ3310 |          | 西武所沢 | 1985.03 | 2次車 | 東洋 | －         | 2014.12.26       | 3200番台を除く6両は近江鉄道に譲渡               |
| 3011編成 | クハ3011 | モハ3111 | モハ3112 |          |          |          |          | クハ3012 | 西武所沢 | 1985.06 | 3次車 | 東洋 | －         | 2014.12.25       | 『銀河鉄道999』編成 3両が横瀬車両基地で静態保存 |
| 3011編成 |          |          |          | モハ3211 | モハ3212 | モハ3311 | モハ3312 |          | 西武所沢 | 1985.09 | 3次車 | 東洋 | －         | 2014.12.25       | 『銀河鉄道999』編成 3両が横瀬車両基地で静態保存 |
| 3013編成 | クハ3013 | モハ3113 | モハ3114 |          |          |          |          | クハ3014 | 西武所沢 | 1985.12 | 3次車 | 日立 | －         | 2013.12.27       |                                                 |
| 3013編成 |          |          |          | モハ3213 | モハ3214 | モハ3313 | モハ3314 |          | 西武所沢 | 1986.03 | 3次車 | 日立 | －         | 2013.12.27       |                                                 |
| 3015編成 | クハ3015 | モハ3115 | モハ3116 |          |          |          |          | クハ3016 | 西武所沢 | 1986.06 | 4次車 | 東洋 | －         | 2013.12.6        | 「L-train」編成                                 |
| 3015編成 |          |          |          | モハ3215 | モハ3216 | モハ3315 | モハ3316 |          | 西武所沢 | 1986.09 | 4次車 | 東洋 | －         | 2013.12.6        | 「L-train」編成                                 |
| 3017編成 | クハ3017 | モハ3117 | モハ3118 |          |          |          |          | クハ3018 | 西武所沢 | 1986.11 | 4次車 | 日立 | －         | 2014.03.25       |                                                 |
| 3017編成 |          |          |          | モハ3217 | モハ3218 | モハ3317 | モハ3318 |          | 西武所沢 | 1987.03 | 4次車 | 日立 | －         | 2014.03.25       |                                                 |